# Flavy Cohaut
Flavy Cohaut, née le 24 avril 2001, est une grimpeuse française. Elle a notamment remporté la médaille de bronze en bloc à la Coupe du monde d'escalade de 2023.

## Biographie
Elle est née le 24 avril 2001 à Nouméa en Nouvelle-Calédonie. Durant son enfance, elle a pratiqué plusieurs sports comme la gymnastique et la natation. Elle commence l’escalade en 6ème avec l’option escalade proposée au collège Camille Saint Saëns à Chaumont (Haute-Marne) encadrée par l'entraîneur Eric Bourson. Elle se découvre une passion pour ce sport et s'inscrit l’année suivante au club Génération Roc de Chaumont. 
En 2016 elle entre en équipe de France Jeune à 15 ans. L’année de ses 16 ans, elle est surclassée dans la catégorie sénior ; elle  devient alors membre de l’équipe de France Sénior de Bloc et participe à ses premières Coupe de Monde. En parallèle de son parcours sportif, elle effectue des études en kinésithérapie à l'école de Saint Maurice en région parisienne.

## Palmarès
Elle fait partie de l’équipe d’escalade de la Fédération française de la montagne et de l'escalade.
En 2019, elle finit 3e du championnat d’Europe de Jeunesse - Bloc Junior Femme.
Elle arrive 3ème de la Coupe du monde d'escalade de 2023 à Prague en bloc,. La même année, elle remporte les coupes d’Europe de Bloc en remportant la coupe d'Europe de Chambéry, de Liebana et en finissant 2e de la coupe d'Europe de Loverval.
| Année | Lieu       | Compétition                  | Classement |
| ----- | ---------- | ---------------------------- | ---------- |
| 2018  | MOSCOW     | Championnat du Monde Jeune   | 16th       |
| 2019  | ARCO       | Championnat du Monde Jeune   | 13th       |
| 2019  | ZAKOPANE   | Championnat d'Europe         | 9th        |
| 2021  | KRAKOW     | Coupe d'Europe de Bloc       | 11th       |
| 2021  | KLAGENFURT | Coupe d'Europe de Bloc       | 2nd        |
| 2022  | MUNICH     | Championnat d'Europe de Bloc | 13th       |
| 2022  | INNSBRUCK  | Coupe du Monde de Bloc       | 29th       |
| 2022  | BRIXEN     | Coupe du Monde de Bloc       | 43rd       |
| 2022  | MEIRINGEN  | Coupe du Monde de Bloc       | 21st       |
| 2022  | SEOUL      | Coupe du Monde de Bloc       | 9th        |
| 2023  | BERN       | Championnat du Monde de Bloc | 9th        |
| 2023  | BRIANÇON   | Coupe d'Europe de Difficulté | 63rd       |
| 2023  | INNSBRUCK  | Coupe du Monde de Bloc       | 59th       |
| 2023  | BRIXEN     | Coupe du Monde de Bloc       | 16th       |
| 2023  | PRAGUE     | Coupe du Monde de Bloc       | 3rd        |
| 2023  | LOVERVAL   | Coupe d'Europe de Bloc       | 2nd        |
| 2023  | LIÉBANA    | Coupe d'Europe de Bloc       | 1st        |
| 2023  | CHAMBÉRY   | Coupe d'Europe de Bloc       | 1st        |